# Stemmiulus surinamensis
Stemmiulus surinamensis är en mångfotingart som beskrevs av Loomis 1934. Stemmiulus surinamensis ingår i släktet Stemmiulus och familjen Stemmiulidae. Inga underarter finns listade i Catalogue of Life.